# Gerhard Schröder (CDU)
Gerhard Schröder (Saarbrücken, Rijnprovincie, 11 september 1910 – Kampen (Sylt), Sleeswijk-Holstein, 31 december 1989) was een Duitse politicus van de CDU en jurist.
Opgeleid als jurist werd hij na de machtsovername door Hitler op 1 april 1933 lid van de NSDAP en tegelijkertijd ook lid van de SA. Het jaar daarop liet hij zijn lidmaatschap van de SA niet verlengen. In 1939 werd hij opgeroepen voor de Wehrmacht. In 1941 trad hij na ontmoetingen met leden van de Bekennende Kirche uit de NSDAP. Later tijdens de Tweede Wereldoorlog raakte hij in krijgsgevangenschap en bleef tot 1945 krijgsgevangene. Na de oorlog werkte hij onder meer een tijd als advocaat.
In 1945 was hij een van de medeoprichters van de CDU in westelijke bezettingszones van Duitsland. Van 1949 tot 1980 was hij voor deze partij lid van de Bondsdag. Van 1953 tot 1961 was hij minister van Binnenlandse Zaken (onder bondskanselier Konrad Adenauer), van 1961 tot 1966 minister van Buitenlandse Zaken (onder Adenauer en diens opvolger Ludwig Erhard) en van 1966 tot 1969 minister van Defensie (onder Kurt Georg Kiesinger in de Große Koalition, de coalitie van CDU-CSU en SPD).
Schröder behoorde tot de Atlantici, die Europese politici die een voorstander zijn van een hechte band met de NAVO en daarbinnen in het bijzonder met de Verenigde Staten. De voorkeur voor Frankrijk die bondskanselier Adenauer in de jaren zestig steeds meer aan de dag begon te leggen, leidde daarom tot ergernis bij hem.
Tijdens zijn ministerschap van Buitenlandse Zaken trachtte hij de Duitse buitenlandse politiek wat het toenmalige Oostblok aanging voorzichtig bij te stellen door handelsbetrekkingen met diverse Oost-Europese landen (Roemenië, Polen, Hongarije en Bulgarije) aan te gaan, de zogeheten Politik der kleinen Schritte ('politiek van de kleine stappen'). Op de 11e partijdag van de CDU in juni 1962 stelde hij deze politiek voor. Binnen de CDU was deze benadering omstreden: de Bondsrepubliek hanteerde destijds de Hallsteindoctrine en onderhield geen diplomatieke relaties met landen die de DDR erkenden. Het eerste handelskantoor werd in Warschau op 7 maart 1963 geopend. Eind 1964 had de Bondsrepubliek in alle Oostblokstaten behalve de DDR een handelskantoor geopend. Tijdens zijn tweede ministerschap zag Schröder vanwege verzet uit zijn eigen partij geen kans om de politiek van de Hallsteindoctrine te beëindigen. Dit gebeurde pas door zijn opvolger als minister van buitenlandse zaken, Willy Brandt.
In 1969 probeerde hij namens de CDU en de NPD bondspresident te worden maar werd met zes stemmen nipt verslagen door Gustav Heinemann, de kandidaat van de SPD. Schröder behaalde 48,8 procent van de stemmen van de bondsvergadering en Heinemann 49,4 procent.
- Bibliothèque nationale de France: cb14451901h (data)
- Gemeinsame Normdatei: 118610821
- International Standard Name Identifier: 0000 0001 1064 107X
- Library of Congress Control Number: n80159854
- Bibliotheek van het Japanse parlement: 00525967
- Nationale Bibliotheek van Israël: 987007280518105171
- Nationale Bibliotheek van Polen: a0000002204420
- Nederlandse Thesaurus van Auteursnamen: 068246706
- Système universitaire de documentation: 085519693
- Virtual International Authority File: 56831917
- WorldCat: E39PBJkp6VRG7xH4TvmvBrX68C